# Matilde de Magdeburg
Mechthild de Magdeburg (regió de Hefta, 1207- ca. 1282) fou una monja beguina alemanya, mística, escriptora i filòsofa medieval. Monja beguina de gran cultura, des que era petita va tenir visions, que el seu confessor li va instar a escriure, atribuint-les a un missatge diví. Aquest és l'origen de la seva obra magna, Das fließende Licht der Gottheit, dividida en set llibres de gèneres diferents, on explica poèticament la seva visió de Déu.
Influïda per l'amor cortès en la llengua viva i les descripcions passionals, narra com cerca la unió amb Déu fins i tot en els moments de màxima llunyania, i com aquesta divinitat li respon, ja que la seva presència és arreu. Anticipa amb aquesta idea el pensament místic barroc, influint en les seves imatges, especialment en l'anomenada "nit fosca de l'ànima", moment en què el creient se sent sol i abandonat en no percebre signes de Déu. L'anhel d'unió amorosa prové del Càntic dels Càntics.
Inclou referències cultes i una descripció de l'infern, el purgatori i el cel com a mons graduals que alguns estudiosos han vist com una de les possibles influències de l'estructura de La Divina Comèdia, si bé la concepció de Dante difereix de la de Mechthild. Condemna especialment els cristians que s'allunyen dels bons costums, per sobre dels infidels, amb menys responsabilitat per no conèixer tant el missatge de Jesús, una visió moderna que no era freqüent a una època marcada per un fort antisemitisme.
És venerada com a santa per l'Església d'Anglaterra (commemorada el 19 de novembre) i l'Església Evangèlica d'Alemanya (el 26 de febrer), i com a venerable per l'Església Catòlica (amb festivitat el 15 d'agost)